# Lương Thị Thu Thương
Lương Thị Thu Thương (sinh ngày 1 tháng 5 năm 2000) là cầu thủ bóng đá thi đấu ở vị trí Hậu vệ cho câu lạc bộ Than Khoáng sản Việt Nam và đội tuyển nữ quốc gia Việt Nam.